# حسنلو (مشگین‌شهر)
حسنلو یک روستا در ایران است که در دهستان ارشق مرکزی واقع شده‌است. حسنلو ۱۱۹ نفر جمعیت دارد.